# Брюйн, Корнелис де
Корнелис де Брюйн (устар. Корнелий де Бруин, Корнелис Брёйн нидерл. Cornelis de Bruijn или de Bruyn; около 1652, Гаага — около 1727, Утрехт) — нидерландский художник, путешественник и писатель. Он совершил два больших путешествия на Восток и опубликовал две книги, иллюстрированные собственными зарисовками: «Путешествие Корнелиса де Бруина в знаменитейшие части Малой Азии» (1698) и «Путешествие через Московию в Персию и Индию» (1711).
В первом путешествии он посетил Рим, Египет, Иерусалим, множество больших и малых городов в Оттоманской империи, сделал первые изображения и зарисовки Иерусалима и внутреннего вида египетских пирамид. Его книги имели сенсационный успех в Европе и были переведены на несколько языков.
Во время второго путешествия он посетил Россию, её северную часть, Москву, Астрахань и далее Персию, где сделал зарисовки с натуры городов, древних развалин, надписей, людей, животных, растений. Продолжив свой путь через Индийский океан, он достиг острова Ява, а потом вернулся через Персию и Россию в Голландию.

## Первое путешествие

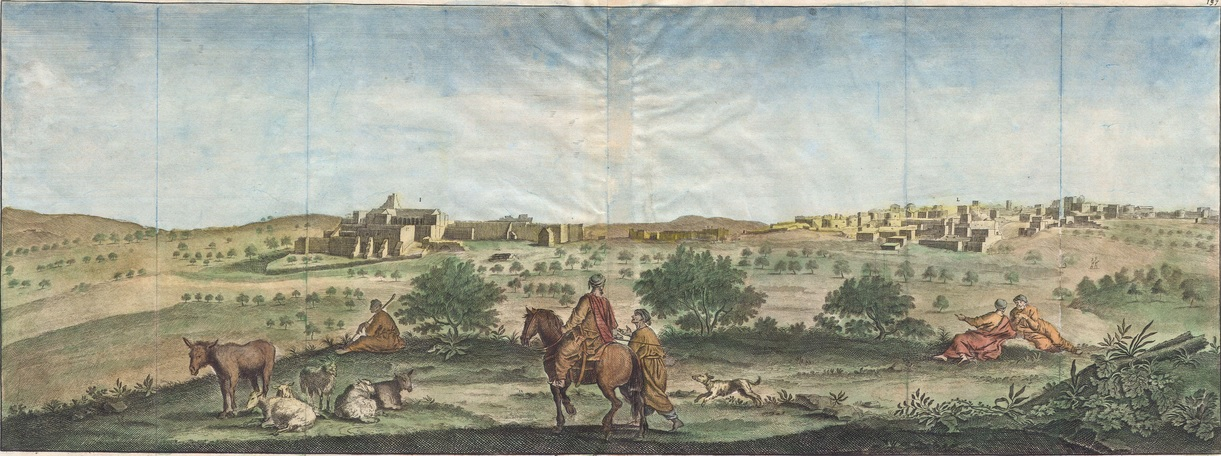
Вифлеем, Палестина

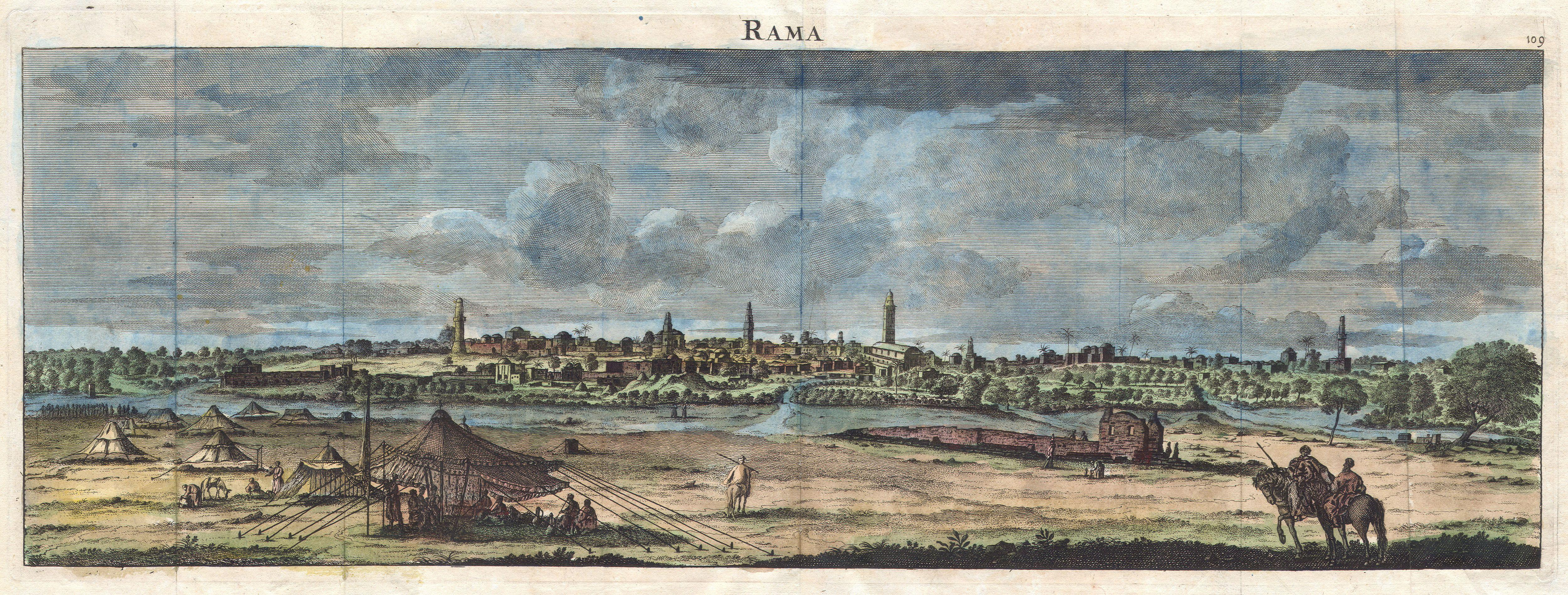
Рамла, Палестина

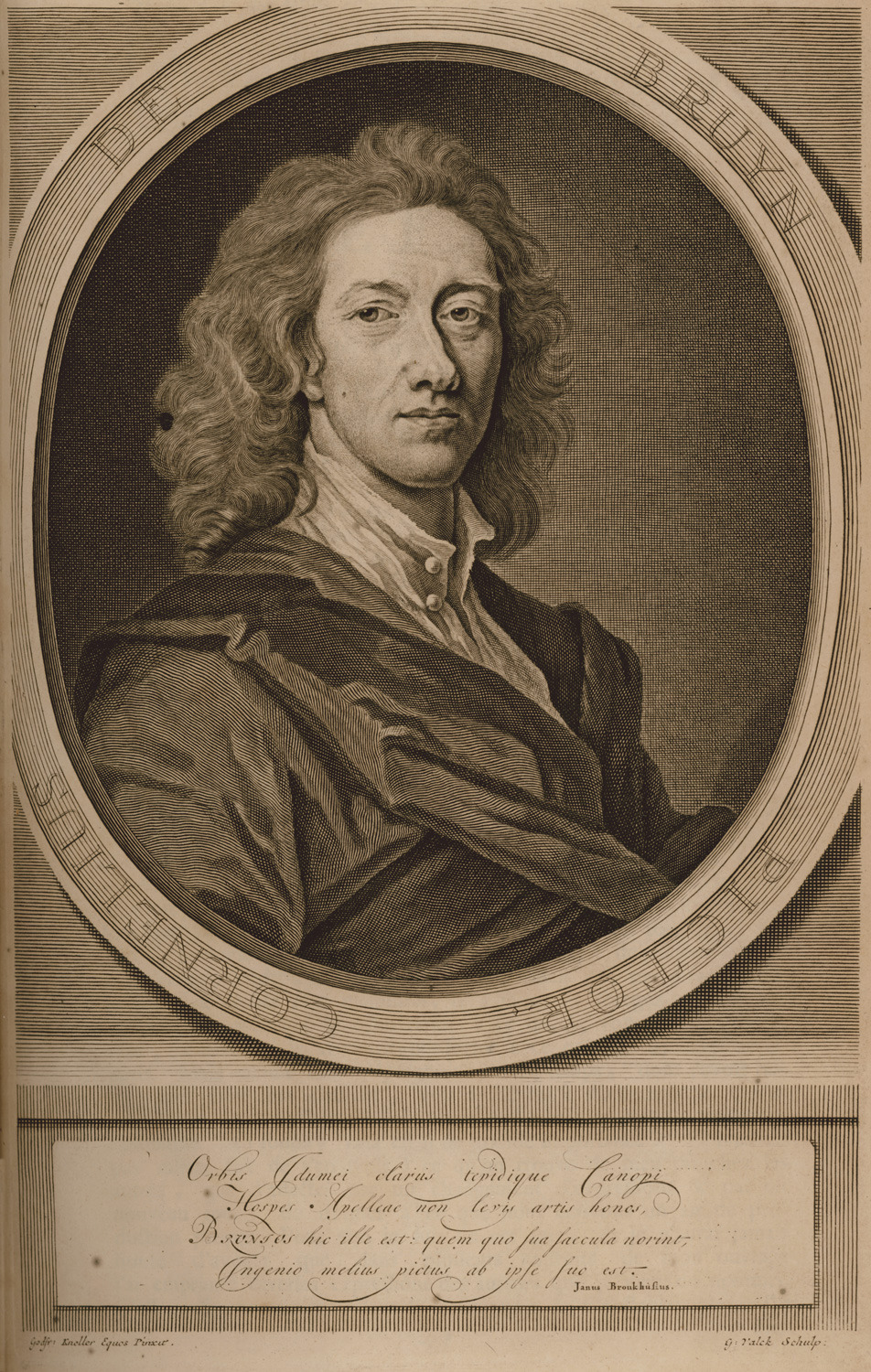
Брюйн Корнелис, гравюра 1714 г.

Во время своей первой поездки в 1674 году, он посетил Рим, где присоединился к объединению художников «Перелётные птицы» под именем Адонис. 
В 1678 году он отправился через порт Ливорно в Смирну, которая в то время была голландской колонией. В 1679 году де Брюйн обратил внимание, что в Стамбуле турецкие женщины покрывают голову платками. В 1681 году он прибыл в Египет и поднялся на вершину пирамиды и оставил там свою подпись.
Де Брюйн тайно посетил Иерусалим и Вифлеем в Палестине, жил долгое время в Алеппо. Он тайком зарисовал Иерусалим, который тогда был частью Османской империи. Де Брюйн сделал зарисовки Пальмиры в Сирии, которая была разорена римским императором Аврелианом. Через Кипр и Смирну он добрался в 1684 году до Венеции, где работал с живописцем Иоганном Карлом Лотом. Вернувшись в 1693 году в Гаагу, он продал свои сувениры. В 1698 году он опубликовал свою книгу с большим количеством гравюр, которая имела успех и была переведена на несколько языков. Среди его рисунков были рисунок интерьера Великой Пирамиды и рисунок Иерусалима, которые стали известны в Европе. Это было одно из первых изданий с цветными гравюрами, изготовленными в типографии того времени, а не вручную.

## Второе путешествие

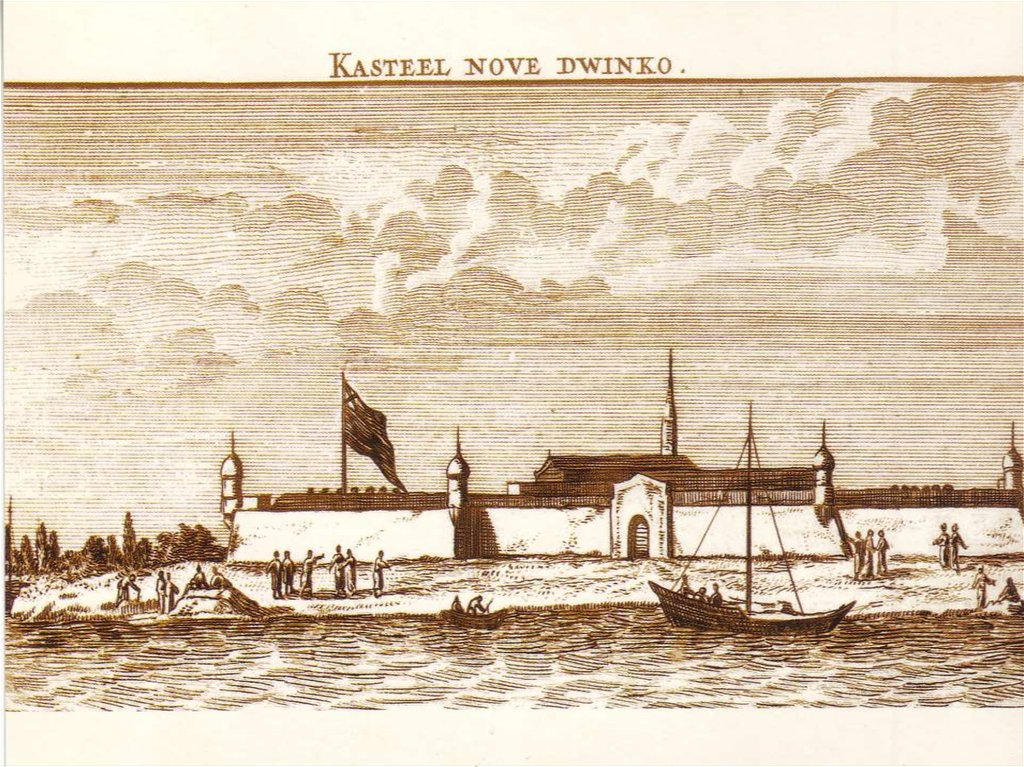
Новодвинская крепость. Гравюра из книги К. де Брюйна «Путешествие через Московию» (1711)

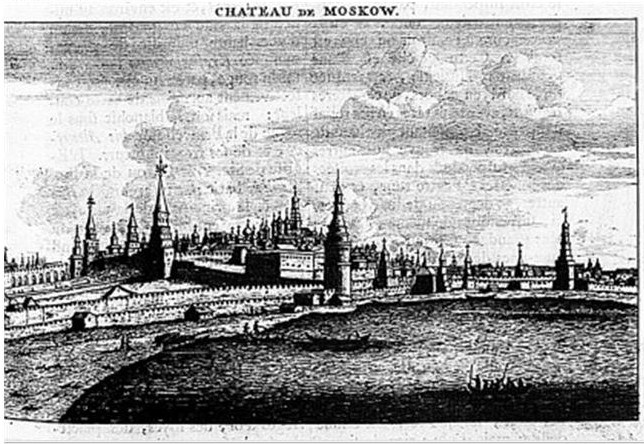
Москва 1703 года. Гравюра из книги К. де Брюйна «Путешествие через Московию» (1711)

Осенью 1701 года Брюйн направился на паруснике в Архангельск. Познакомившись с городом и коренными жителями севера самоедами, он отправился на санях через города Вологда и Ярославль до Москвы. Это был единственный путь, которым добирались многочисленные ремесленники, строители, архитекторы, дипломаты Западной Европы до столицы. Во время пребывания в Москве де Брюйн, воспользовавшись случаем и рекомендательными письмами Николааса Витсена, познакомился с русским царем Петром I. Общение шло на голландском языке, который знал царь. Корнелис рассказывал о собственных путешествиях, о пребывании в Венеции, где не пришлось побывать Петру. Как художник, он выполнил по заказу царя портреты русских царевен, племянниц Петра I. Эти портреты были разосланы потенциальным женихам. 
Де Брюйн был первым иностранцем, который получил возможность зарисовать различные интересные здания в Москве и других регионах России. Художник обращал внимание на городское благоустройство, повседневный быт, домашнее убранство, одежду, особенности судопроизводства, наказания, праздники и свадьбы, питание, водку и вино, погодные условия и средства передвижения. Также он первым из европейцев рассказал о подвиге архангельского кормщика Ивана Рябова (Седунова), в июле 1701 года посадившего о своими товарищами на мель у Новодвинской крепости неприятельскую эскадру шведов, ошибочно указав его фамилию — «Курепин» (нидерл. Koereptien). 

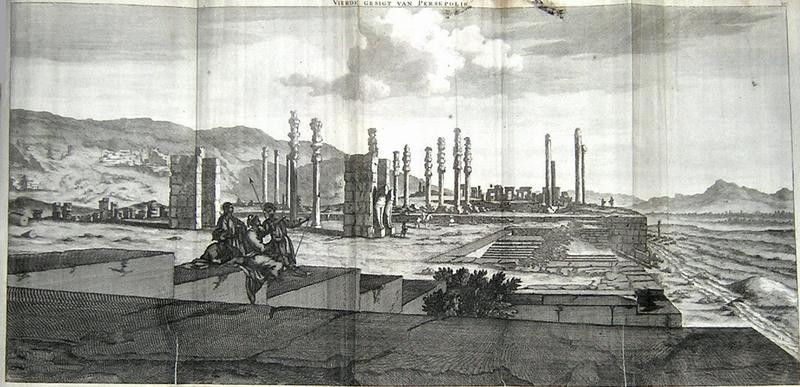
Персеполь

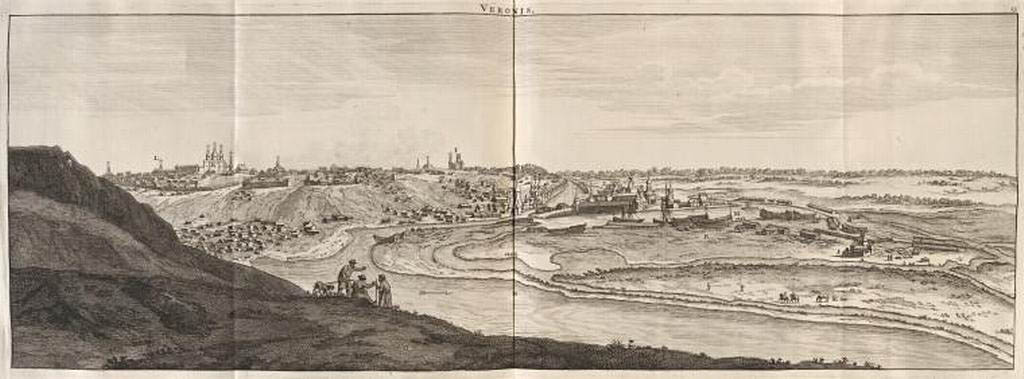
Воронеж 1703 года. Гравюра из книги К. де Брюйна «Путешествие через Московию» (1711)

Пётр, готовясь к шведской кампании и зная, что Корнелис направляется в южные страны, пригласил его в Воронеж, чтобы показать новый флот, строившийся для защиты южных рубежей от турок. Корнелис сделал в Воронеже известный рисунок города — вид с Чижовской слободы.  Обильные возлияния в компании Петра подорвали здоровье голландца; чтобы прийти в себя, ему потребовалась целая неделя. Поездке в Воронеж посвящены две главы его «Путешествия».
В конце апреля 1703 года де Брюйн выехал из Москвы и продолжил своё путешествие вниз по Москва-реке, Оке и Волге в город Астрахань. Благодаря короткой остановке де Брюйна в Нижнем Новгороде во время Пасхи, появилось описание праздника, города с его кремлём, каменными церквями и оживленными кабаками. На юге страны он встретился с черкасами и татарами. Оставив границы Русского государства, он прибыл в Персию, где сделал чертежи Исфахана и Персеполя. В 1705 году де Брюйн продолжил своё путешествие до Цейлона и Явы, а также посетил султана Бантама. Через полгода де Брюйн стал возвращаться тем же маршрутом обратно. В Персии ему удалось заполучить копию книги Фирдоуси «Шахнаме» и сделать её доступной для Запада. Вернувшись в Москву, он посетил Смоленск, Вязьму, Ярославль, Великий Устюг и Тотьму, после чего покинул страну всё тем же морским путём.

## Публикации
- К. де Бруин. Путешествия в Московию // Россия XVIII в. глазами иностранцев / Под ред. Ю. А. Лимонова. — Л.: Лениздат, 1989. — (Библиотека «Страницы истории Отечества»). — С. 17-188.
- Путешествие через Московию Корнелия де Бруина / Пер. с франц. П. П. Барсова // В кн.: Расходная книга Патриаршего приказа. Путешествие через Московию Корнелия де Бруина / Изд. подг. А. И. Цепков. — Рязань: Александрия, 2010. — (Источники истории). — С. 369-695.